# Art Bragg
Pour les articles homonymes, voir Bragg.
Arthur "Art" George Bragg (né le 3 décembre 1930 à Baltimore dans le Maryland, et décédé le 25 août 2018), est un athlète américain, spécialiste du 100 mètres et du 200 mètres. Il remporte trois médailles lors de l'édition inaugurale des Jeux panaméricains de 1951, dont un titre sur le relais 4 × 100 mètres. Il représente également les États-Unis aux Jeux olympiques d'été de 1952 se déroulant à Helsinki. 

## Biographie

### Jeunesse
Art Bragg naît à Baltimore, dans le Maryland. Il poursuit ses études au Morgan State College, situé dans cette même ville. Là-bas, il rejoint l'équipe d'athlétisme et pratique alors les épreuves de sprint. À partir de 1950, il fait partie des meilleurs sprinteurs américains. Bragg devient alors célèbre pour son style de course. Ses démarrages étaient souvent lents, mais sa foulée lui permettait de rattraper rapidement son retard pris sur le départ,. 

### Carrière sportive
Ses bons résultats lui permettent de rejoindre la sélection américaine envoyée pour participer aux premiers Jeux panaméricains, à Buenos Aires. En Argentine, il remporte deux médailles d'argent sur 100 m et 200 m dans les temps respectifs de 10 s 6 et de 21 s 4. Il est à chaque fois devancé de justesse par le cubain Rafael Fortún. Néanmoins, avec le collectif du relais 4 × 100 m, il décroche le titre panaméricain en 41 s 0. 
En 1952, Art Bragg est sélectionné pour participer aux Jeux olympiques se déroulant à Helsinki. Il se qualifie sur le 100 mètres en remportant les sélections olympiques américaines (en). Sur le 200 mètres, il est échoue cependant à la 4e place. Ces performances lui permettent également de se joindre à l'équipe du relais 4 × 100 m. A Helsinki, bien que figurant parmi les favoris de l'épreuve, il est éliminé en demi-finale du 100 mètres de l'olympiade, gêné par une blessure contractée à un muscle,. Cette blessure l'empêche également de s'aligner sur le relais. En revenant plus tard sur cette olympiade, Bragg, signale que cet évènement représente « la plus grande déception » de sa carrière. Il ajoute également que « À chaque Jeux Olympiques, quand je regarde le 100 m à la télévision, je m'effondre et je pleure ».
Après son expérience contrariée aux Jeux olympiques, Bragg continue de participer aux compétitions universitaires pour le Morgan State College. Avec son établissement, il remporte des victoires de prestige lors des Penn Relays de 1953 sur les épreuves du 4 × 110 yards et 4 × 220 yards. Lors de cette compétition, il remporte également le 110 yards en individuel.  
Il quitte Morgan State à la fin de l'année scolaire 1953. En 1954, il continue de fréquenter les pistes et il remporte notamment le 100 et le 220 yards lors des championnats nationaux organisés par l'Amateur Athletic Union en établissant à chaque fois un nouveau record des championnats. Il se retire des pistes à l'issue de cette saison. 

### Fin de carrière et décès
Plus tard, en 1956, Art Bragg s'installe en Californie, à Los Angeles. Il travaille alors pour le département de probation du comté de Los Angeles en tant qu'agent de probation adjoint. Il se marie et a un enfant. Son fils étudiera à l'Université Howard. Il meurt le 25 août 2018 à l'âge de 87 ans. 

## Palmarès
| Date | Compétition        | Lieu         | Résultat | Épreuve   | Temps   |
| ---- | ------------------ | ------------ | -------- | --------- | ------- |
| 1951 | Jeux panaméricains | Buenos Aires | 2e       | 100 m     | 10 s 6  |
| 1951 | Jeux panaméricains | Buenos Aires | 2e       | 200 m     | 21 s 4  |
| 1951 | Jeux panaméricains | Buenos Aires | 1er      | 4 × 100 m | 41 s 0  |
| 1952 | Jeux olympiques    | Helsinki     | ½ finale | 100 m     | 11 s 43 |

## Records
| Épreuve | Marque | Lieu    | Date            |
| ------- | ------ | ------- | --------------- |
| 100 m   | 10 s 3 | Cologne | 29 juillet 1953 |
| 200 m   | 20 s 6 | Cologne | 29 juillet 1953 |